# Lorcières
Lorcières – miejscowość i gmina we Francji, w regionie Owernia-Rodan-Alpy, w departamencie Cantal.
Według danych na rok 1990 gminę zamieszkiwały 263 osoby, a gęstość zaludnienia wynosiła 12 osób/km² (wśród 1310 gmin Owernii Lorcières plasuje się na 589. miejscu pod względem liczby ludności, natomiast pod względem powierzchni na miejscu 392.).